# Tauchorganisation
Tauchorganisationen sind Unternehmen, Vereine oder Verbände für Sporttaucher.
Man unterscheidet im Vereinssystem aufgebaute Organisationen (Tauchverein und Tauchverband; wie z. B. der VDST ein Mitglied der CMAS ist) und vereinsunabhängige, überwiegend kommerzielle Ausbildungsorganisationen (wie PADI, NAUI, SSI). Einige Organisationen sind weltweit tätig, andere nur national oder lokal.
Die bekanntesten Organisationen sind entweder selbst oder über Dachverbände weltweit organisiert. Meist unterhalten sie ein Netz von Tauchbasen und Tauchschulen auf der ganzen Welt und vermitteln zudem auch Tauchreisen. Während einige Tauchorganisationen ausschließlich Franchising-Verträge für Tauchbasen anbieten, erheben andere Mitgliederbeiträge und bieten damit einer Tauchschule mehr Freiheit. Eine Abgeltung kann auch pro Tauchschüler, z. B. durch den zwingenden Kauf der Lehrmittel, erfolgen. Die meisten Organisationen erstellen Vorschriften und Regeln für die Tauchausbildung von Anfängern und bieten Weiterbildungen für Fortgeschrittene, Tauchführer und Tauchlehrer (Instruktoren) an. Die Ausbildung wird durch einen Tauchschein (Brevet) nachgewiesen. Da es sich bei den Tauchscheinen um keine amtlichen Dokumente handelt, haben sie lediglich Empfehlungscharakter. 
Inzwischen erkennen alle großen Tauchorganisationen die Ausbildungen untereinander an. Die Leistungsniveaus sind international in den Normen ISO 24801, ISO 24802 und ISO 11107 geregelt, welche die Äquivalenz- und Mindeststandards für die Ausbildung beschreiben. Damit wird bis zu einem gewissen Grad die Kompatibilität von unterschiedlichen Ausbildungen verschiedener Tauchorganisationen gewährleistet, obwohl die Inhalte der Kurse teilweise erheblich voneinander abweichen können. 

## Liste der Tauchorganisationen
International und im deutschen Sprachraum arbeitende Tauchorganisationen sind unter anderen:
- ACUC - Association of Canadian Underwater Councils
- ANDI – American Nitrox Divers International
- ANMP – Association nationale des moniteurs de plongée (Frankreich)
- AIDA – Association Internationale pour le Développement de l'Apnée
- BSAC – British Sub-Aqua Club
- CMAS – Confédération Mondiale des Activités Subaquatiques[4]
- DIWA – Diving Instructor World Association
- GUE – Global Underwater Explorers
- IAC – International Aquanautic Club (hieß bis zum 30. Juni 2012 Barakuda International Aquanautic Club)
- IART – International Association of Rebreather Trainers
- IDA – International Diving Association
- IAHD – International Association for Handicapped Divers
- IANTD – International Association of Nitrox and Technical Divers
- NAUI – National Association of Underwater Instructors
- NSS-CDS – National Speleological Society – Cave Diving Section
- PADI – Professional Association of Diving Instructors
- PDIC – Professional Diving Instructors Corporation
- PSS – Professional Scuba Schools
- ProTec – Professional Technical Diving
- SEI - Scuba Educators International
- SDI – Scuba Diving International
- SSI – Scuba Schools International
- SUSV (franz.: FSSS) – Schweizer Unterwasser-Sport-Verband
- TDI – Technical Diving International
- TSVÖ – Tauchsportverband Österreichs
- UTD – Unified Team Diving
- VDST – Verband Deutscher Sporttaucher, vertritt die CMAS in Deutschland
- VEST – Verband Europäischer Sporttaucher
- YMCA SCUBA (bis 2008, das Tauchprogramm vom CVJM)